# NGC 986
NGC 986 is een balkspiraalstelsel in het sterrenbeeld Oven. Het hemelobject ligt ongeveer 84 miljoen lichtjaar van de Aarde verwijderd en werd op 5 augustus 1826 ontdekt door de Schotse astronoom James Dunlop. Het sterrenstelsel ligt in de buurt van NGC 986A.

## Synoniemen
- PGC 9747
- ESO 299-7
- MCG -7-6-15
- AM 0231-391
- IRAS02315-3915